# クリスラン・マツィマ
クリスラン・イリ・オーレル・マツィマ（フランス語: Chrislain Iris Aurel Matsima、2002年5月15日 - ）は、フランス・オー＝ド＝セーヌ県ナンテール出身のサッカー選手。ブンデスリーガ・アウクスブルク所属。ポジションはDF。

## クラブ歴
2017年にASモナコの下部組織に加入し、2020年9月27日にリーグ・アンでトップチーム初出場を記録した。
2022年8月16日に買取オプションつきの期限付き移籍でFCロリアンに期限付き移籍した。

## 代表歴
年代別代表ではフランス代表としてUEFA U-17欧州選手権2019、2019 FIFA U-17ワールドカップ、第48回モーリス・レベロ・トーナメントに出場した。

## 私生活
フランス生まれであるが、血筋はコンゴ共和国に持っている。

## タイトル

### 代表
U-23フランス代表
- パリオリンピック銀メダル: 2024